# Olympische Winterspiele 2022/Nordische Kombination/Qualifikation
Dieser Artikel beschreibt die Qualifikation für die Olympischen Winterspiele 2022 in der Nordischen Kombination.

## Qualifikationsnormen
Insgesamt stehen 55 Quotenplätze zur Verfügung. Pro NOK dürfen maximal 5 Athleten gemeldet werden. Athleten sind teilnahmeberechtigt, wenn sie mindestens einen Punkt im Weltcup oder Grand-Prix erkämpfen konnten. Ebenfalls teilnahmeberechtigt sind Athleten die im Continental Cup innerhalb des Qualifikationszeitraum vom 1. Juli 2020 bis 16. Januar 2022 mindestens einen Punkt erzielen konnten. China steht als Gastgebernation in jedem Wettkampf einschließlich der Staffel, sofern die Athleten die oben genannten Kriterien erfüllen, je ein Quotenplatz zu. Sollte es nach den Top 50 nicht zehn Nationen mit genügend Athleten für eine Staffel geben, so erhalten NOKs mit 3 qualifizierten Athleten einen zusätzlichen Quotenplatz. Sollte zu diesem Zeitpunkt das Maximum nicht erreicht werden, werden die ranghöchsten Athleten aus nicht vertretenen Nationen nominiert.

## Qualifizierte Nationen
| Nationen           | Einzel- wettkämpfe | Mannschafts- wettkampf |
| ------------------ | ------------------ | ---------------------- |
| China              | 1                  |                        |
| Deutschland        | 5                  | X                      |
| Estland            | 1                  |                        |
| Finnland           | 5                  | X                      |
| Frankreich         | 1 5                | X                      |
| Italien            | 4                  | X                      |
| Japan              | 5                  | X                      |
| Kasachstan         | 1                  |                        |
| Lettland           | 1                  |                        |
| Norwegen           | 5                  | X                      |
| Österreich         | 5                  | X                      |
| Polen              | 2                  |                        |
| ROC                | 3                  |                        |
| Schweiz            | 1 0                |                        |
| Slowenien          | 1                  |                        |
| Südkorea           | 1                  |                        |
| Tschechien         | 4                  | X                      |
| Ukraine            | 1                  |                        |
| Vereinigte Staaten | 5                  | X                      |
| Gesamt: 18 NOKs    | 55                 | 9                      |

## Nominierte Athleten
| NOK                | nominierte Athleten | nominierte Athleten  | nominierte Athleten | nominierte Athleten | nominierte Athleten |
| ------------------ | ------------------- | -------------------- | ------------------- | ------------------- | ------------------- |
| Deutschland        | Eric Frenzel        | Vinzenz Geiger       | Johannes Rydzek     | Julian Schmid       | Terence Weber       |
| Finnland           | Ilkka Herola        | Eero Hirvonen        | Arttu Mäkiaho       | Otto Niittykoski    | Perttu Reponen      |
| Japan              | Hideaki Nagai       | Akito Watabe         | Yoshito Watabe      | Sora Yachi          | Ryōta Yamamoto      |
| Norwegen           | Espen Andersen      | Espen Bjørnstad      | Jørgen Graabak      | Jens Lurås Oftebro  | Jarl Magnus Riiber  |
| Österreich         | Martin Fritz        | Lukas Greiderer      | Johannes Lamparter  | Franz-Josef Rehrl   | Mario Seidl         |
| Frankreich         | Mattéo Baud         | Gaël Blondeau        | Antoine Gérard      | Laurent Muhlethaler | Edgar Vallet        |
| Vereinigte Staaten | Taylor Fletcher     | Jasper Good          | Ben Loomis          | Stephen Schumann    | Jared Shumate       |
| Italien            | Iacopo Bortolas     | Raffaele Buzzi       | Alessandro Pittin   | Samuel Costa        | —                   |
| Tschechien         | Lukáš Daněk         | Ondřej Pažout        | Tomáš Portyk        | Jan Vytrval         | —                   |
| ROC                | Wjatscheslaw Barkow | Artjom Galunin       | Samir Mastijew      | —                   | —                   |
| Polen              | Szczepan Kupczak    | Andrzej Szczechowicz | —                   | —                   | —                   |
| China              | Zhao Yiawen         | —                    | —                   | —                   | —                   |
| Estland            | Kristjan Ilves      | —                    | —                   | —                   | —                   |
| Kasachstan         | Schyngghys Rakparow | —                    | —                   | —                   | —                   |
| Lettland           | Markuss Vinogradovs | —                    | —                   | —                   | —                   |
| Slowenien          | Vid Vrhovnik        | —                    | —                   | —                   | —                   |
| Südkorea           | Park Je-un          | —                    | —                   | —                   | —                   |
| Ukraine            | Dmytro Masurtschuk  | —                    | —                   | —                   | —                   |